# Caryanda
Caryanda är ett släkte av insekter. Caryanda ingår i familjen gräshoppor.

## Bildgalleri

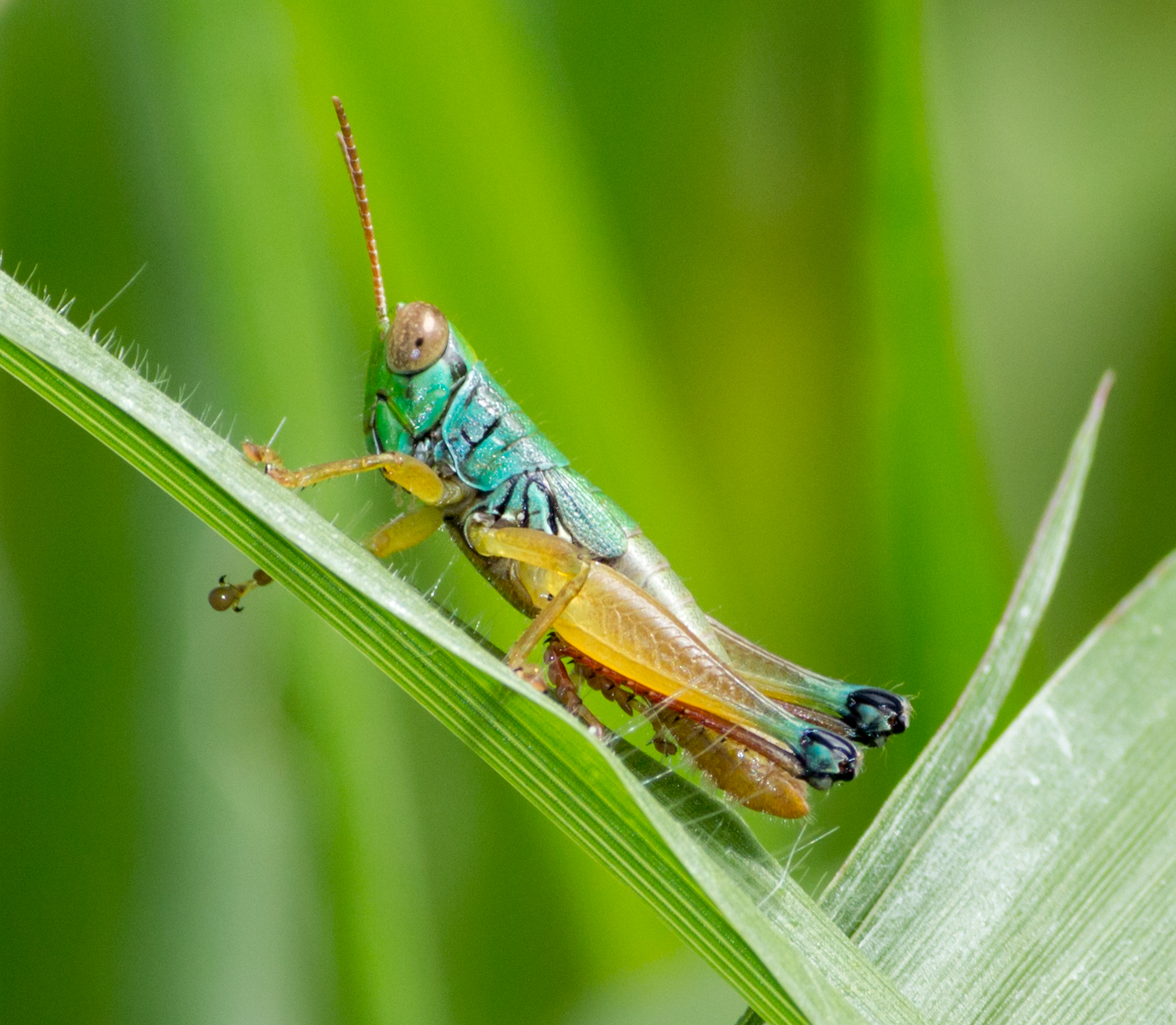
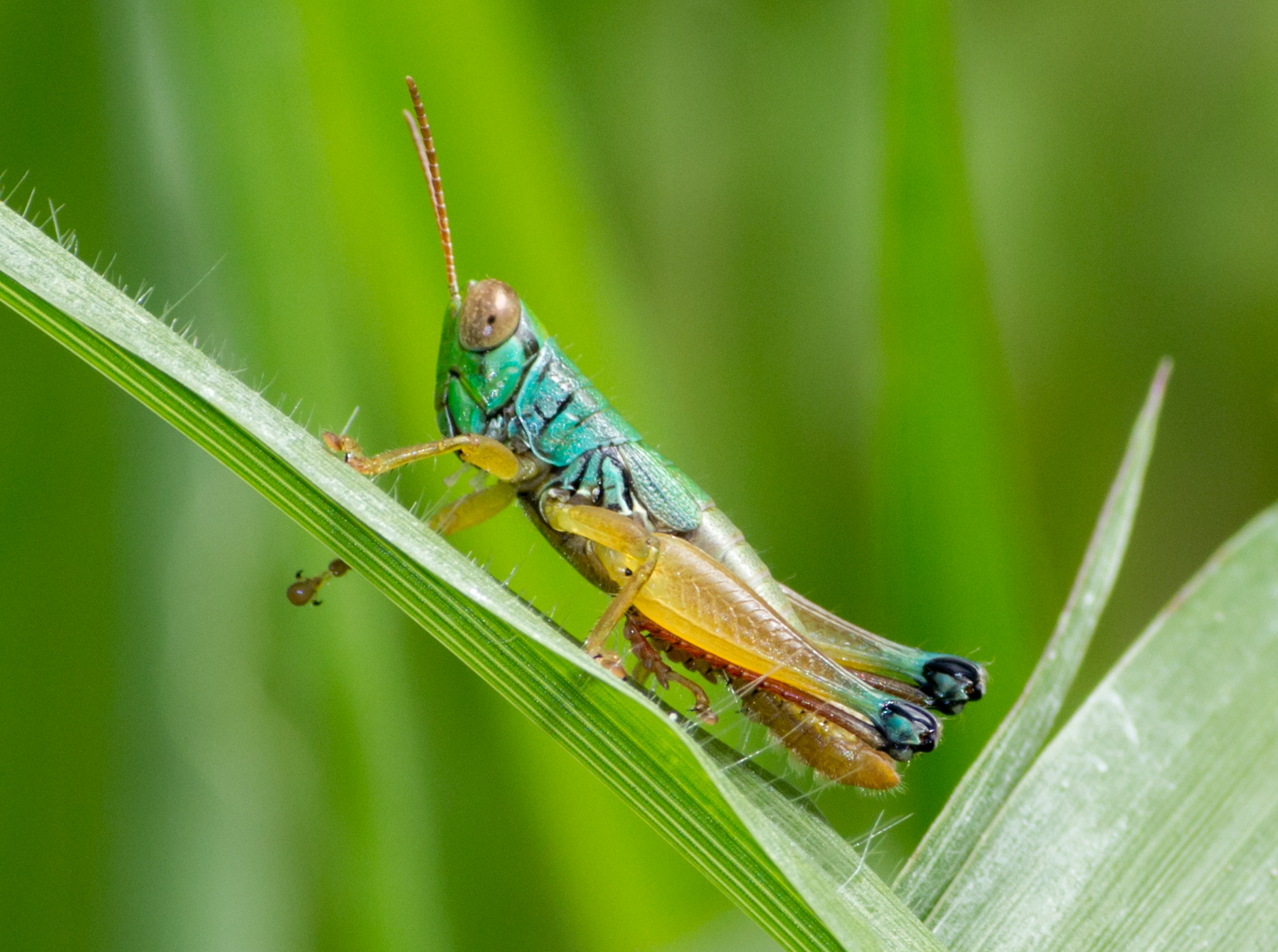
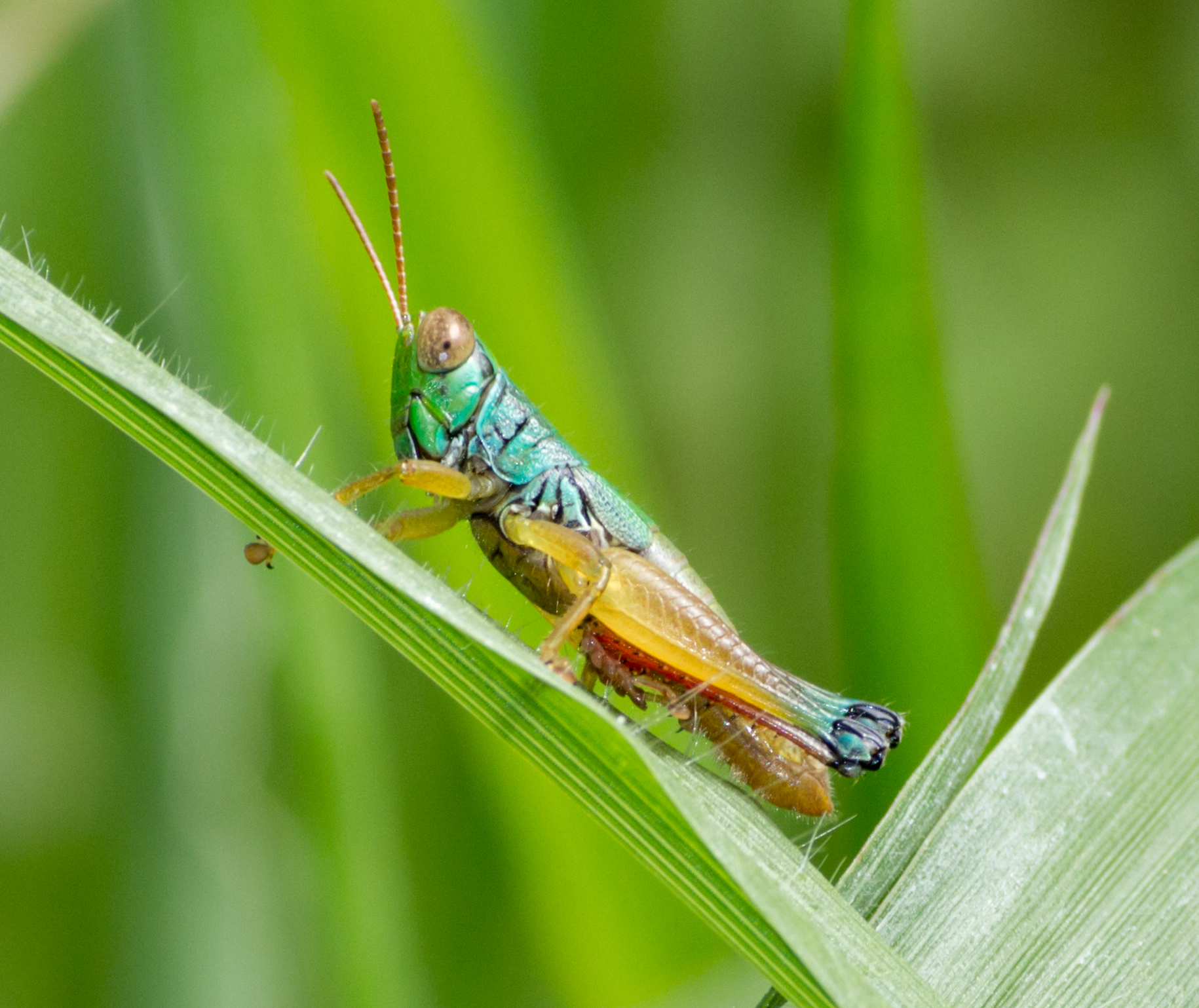
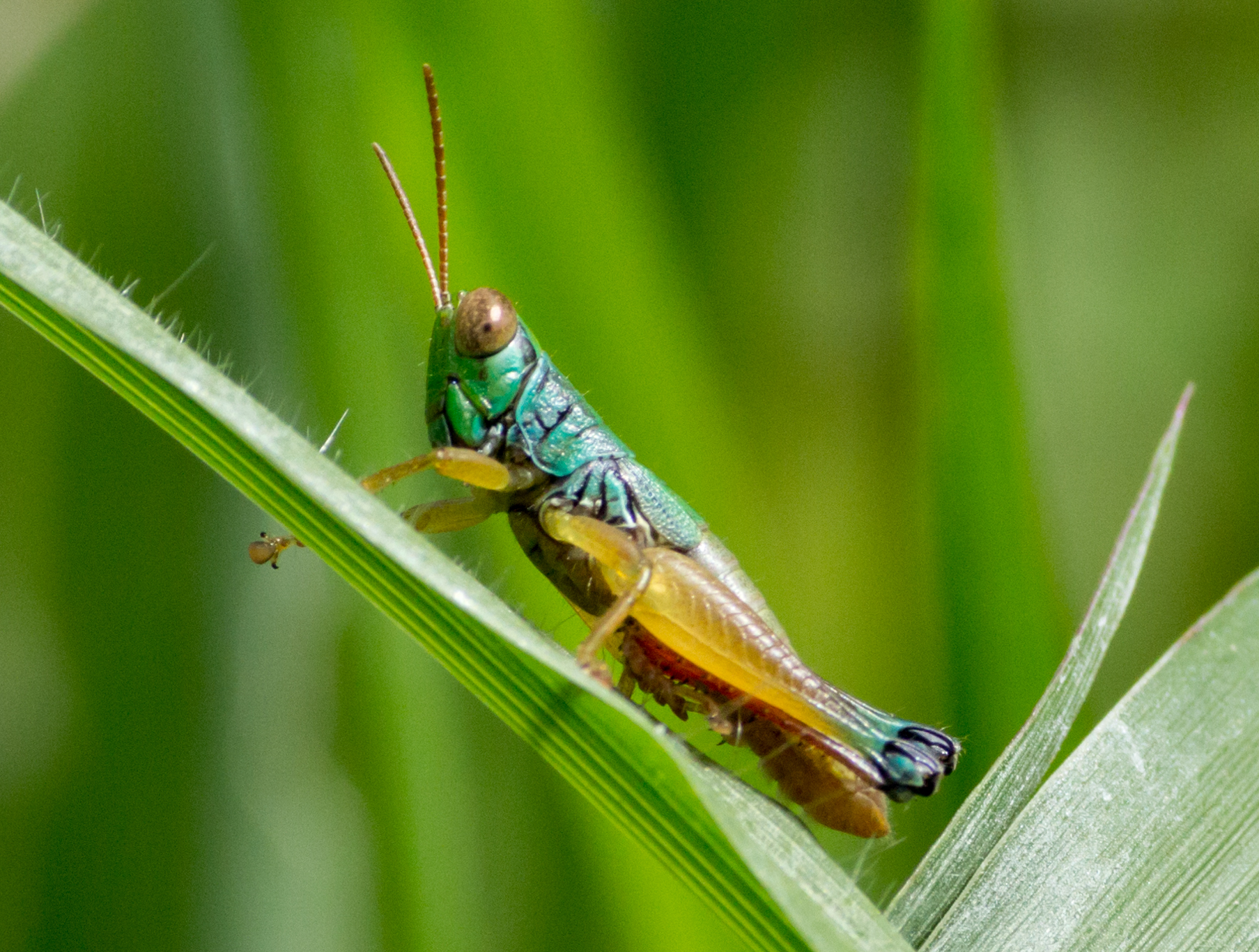
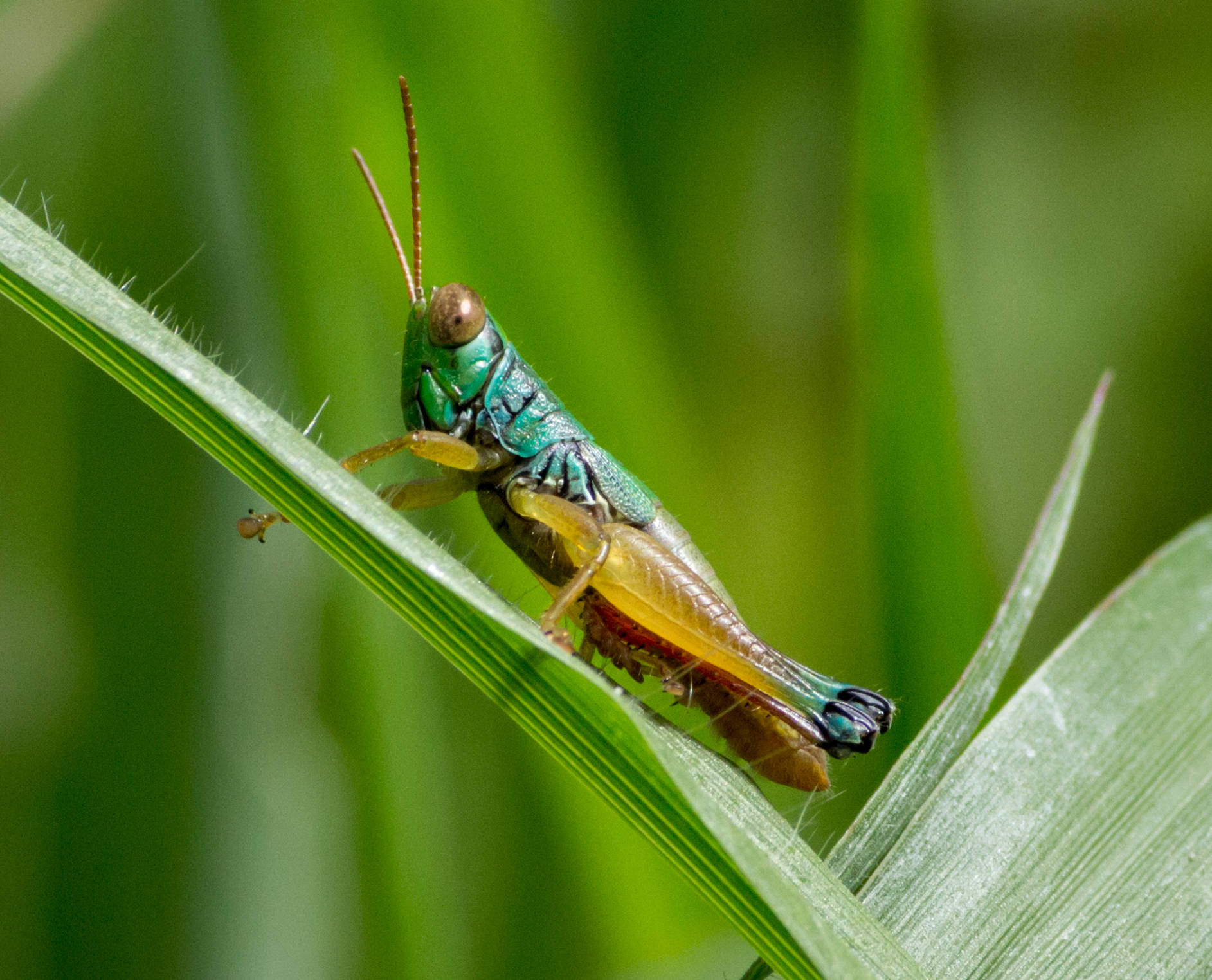
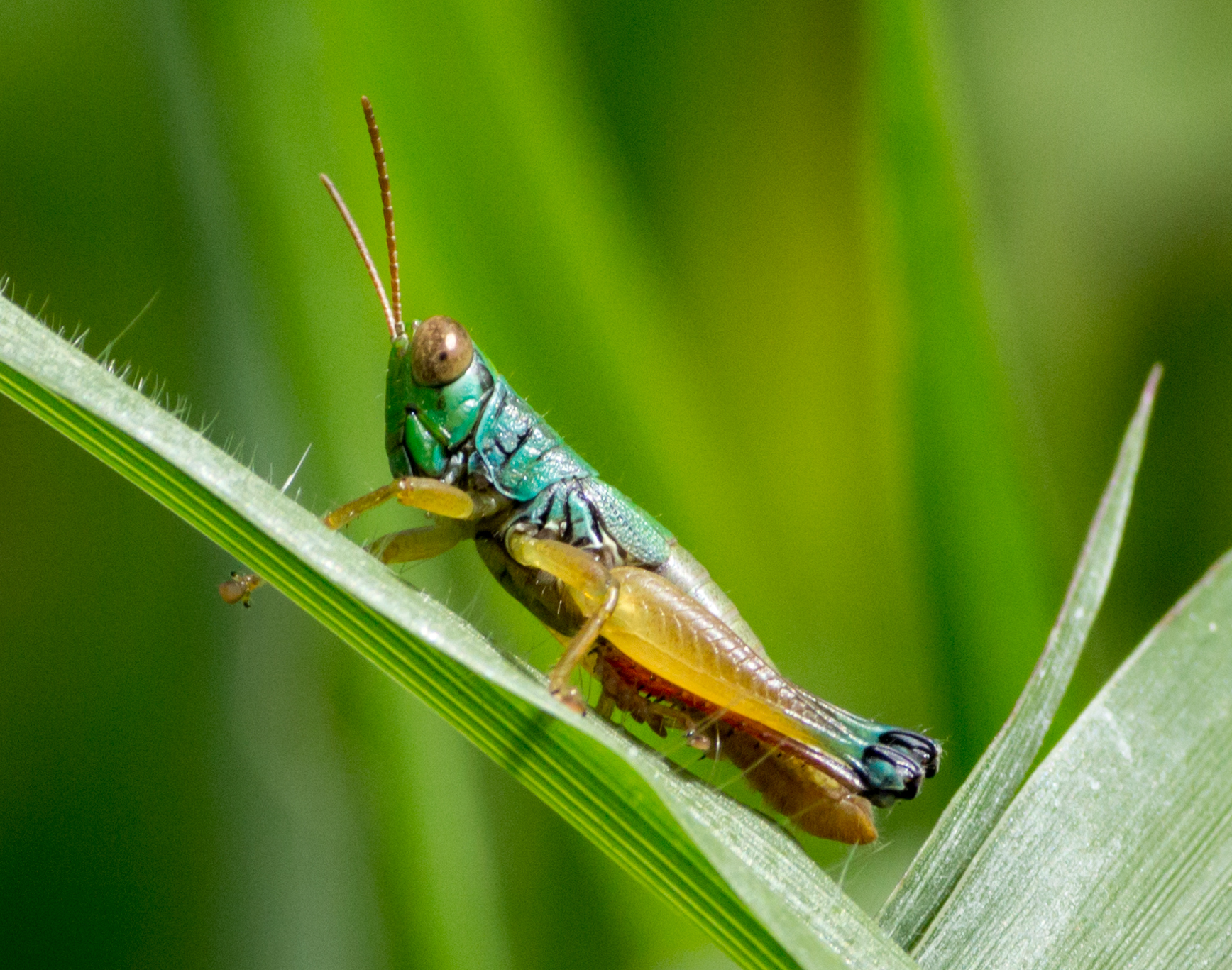

## Dottertaxa tillCaryanda, i alfabetisk ordning[1]
- Caryanda albomaculata
- Caryanda albufurcula
- Caryanda amplexicerca
- Caryanda amplipenna
- Caryanda aurata
- Caryanda azurea
- Caryanda badongensis
- Caryanda bambusa
- Caryanda beybienkoi
- Caryanda bidentata
- Caryanda brachyceraea
- Caryanda byrrhofemura
- Caryanda cachara
- Caryanda cultricerca
- Caryanda curvimargina
- Caryanda cyclata
- Caryanda cylindrica
- Caryanda damingshana
- Caryanda dehongensis
- Caryanda dentata
- Caryanda flavomaculata
- Caryanda fujianensis
- Caryanda glauca
- Caryanda gracilis
- Caryanda guangxiensis
- Caryanda gulinensis
- Caryanda gyirongensis
- Caryanda hubeiensis
- Caryanda hunana
- Caryanda jinzhongshanensis
- Caryanda jiulianshana
- Caryanda jiuyishana
- Caryanda lancangensis
- Caryanda longhushanensis
- Caryanda macrofurcula
- Caryanda methiola
- Caryanda miaoershana
- Caryanda microdentata
- Caryanda modesta
- Caryanda neoelegans
- Caryanda nigrolineata
- Caryanda nigrovittata
- Caryanda obtusidentata
- Caryanda olivacea
- Caryanda omeiensis
- Caryanda palawana
- Caryanda paravicina
- Caryanda pelioncerca
- Caryanda pieli
- Caryanda platycerca
- Caryanda platyvertica
- Caryanda prominemargina
- Caryanda pulchra
- Caryanda pumila
- Caryanda quadrata
- Caryanda quadridenta
- Caryanda rufofemorata
- Caryanda sanguineoannulata
- Caryanda spuria
- Caryanda tamdaoensis
- Caryanda tridentata
- Caryanda triodonta
- Caryanda triodontoides
- Caryanda virida
- Caryanda vittata
- Caryanda wulingshana
- Caryanda xuefengshanensis
- Caryanda yangmingshana
- Caryanda yini
- Caryanda yuanbaoshanensis
- Caryanda yunnana
- Caryanda zhejiangensis